# Manuela Villarán de Plasencia
Manuela Villarán de Plasencia (Lima, 1840 – 1888) va ser una poeta i periodista peruana. La seva poesia va ser festiva i enginyosa.

## Biografia
Va néixer en el si d'una família de Lima distingida pels seus mèrits literaris i cívics. Els seus pares van ser Manuel Vicente Villarán González i Nicolasa Angulo Jiménez. Es va casar el 13 de novembre de 1854 amb Rafael Plasencia Muñoz Fuentes, capità del batalló «Ayacucho».
Va formar part de la «primera generació de dones il·lustrades del Perú», que van fer incursions en el periodisme i en la literatura a partir de la dècada de 1870. Va col·laborar, doncs, en diverses revistes i setmanaris, com El Álbum (L'Àlbum), La Alborada (L'Albada), El Parnaso Peruano (El Parnàs Peruà), entre d'altres.
Va ser assistent assídua de les tertúlies literàries presidides a Lima per l'escriptora argentina Juana Manuela Gorriti, entre els anys 1876 i 1877. Aquestes trobades es realitzaven a la casa núm. 188 del carrer d'Urrutia (cantonada amb Pilitricas, avui en dia Jirón Ocoña), i entre els seus assistents hi figuraven Cristina Bustamante, Adriana de Buendía, Mercedes Cabello de Carbonera, Rosa Mendiburu de Palacios, Clorinda Matto de Turner, i els escriptors Ricardo Palma, Adolfo García, Numa Pompilio Llona, Acisclo Villarán i Abelardo Gamarra. Manuela va dedicar un poema «A l'eminent escriptora Juana Manuela Gorriti», en el qual feia referència a la seva estreta relació amb les seves joves deixebles.
Durant la guerra amb Xile, va perdre al seu únic fill Ernesto Plasencia, la qual cosa li va motivar una magistral elegia titulada «A Ernesto». Va morir pocs anys després, quan tenia 48 anys.

## Obra

### Poesia
- Cantos íntimos de una madre

### Teatre
- Agencia matrimonial